# Пежо тип 112
Пежо тип 112 (фр. Peugeot Type 112) је моторно возило произведено 1909. године од стране француског произвођача аутомобила Пежо у њиховој фабрици у Лилу. У тој години је произведено 60 јединица.
Овај тип возила произведен је у две варијанте које су се разликовале по мотору. У тип 112 А уграђен је четвороцилиндричан, четворотактни мотор запремине 4588 cm³ и снаге 22 КС, који је постављен напред и ланчаним преносом повезан са задњим точковима (задња вуча), а у варијанту 112 Б шестоцилиндрични мотор запремине 3317 cm³ и снаге 20 КС.
Међуосовинско растојање је 325,1 цм, а размак точкова 145 цм. Облик каросерије је у дупли фетон и лимузина са местом за пет особа.